# Anochetus testaceus
Anochetus testaceus é uma espécie de formiga do gênero Anochetus, pertencente à subfamília Ponerinae.